# 2020년 하계 올림픽 다이빙
제32회 하계 올림픽 다이빙 경기는 2021년 7월 25일부터 8월 7일까지 일본 도쿄 올림픽 아쿠아틱스 센터에서 치러졌다. 수영, 수구, 아티스틱스위밍과 함께 이번 대회의 네가지 수영 종목 중 하나이기도 하다.
3m 스프링보드와 10m 플랫폼보드를 기반으로 일반경기와 싱크로나이즈 경기가 열렸으며, 남녀당 4종목씩 합해 총 8개 세부종목으로 진행되었다. 이번 대회의 출전선수 규모는 총 136명으로, 2020년 12월 31일까지 만 14세 이상이어야 한다는 연령제한 수칙이 적용되었다.

## 예선
한 국가당 최대 16명 (남녀 8명)까지 대회에 출전시킬 수 있으며, 개인종목에서는 남녀 2명까지, 싱크로나이즈 종목에서는 남녀 1팀까지만 출전할 수 있었다.
개인종목에서는 2019년 세계 수영 선수권 대회 다이빙 종목에서 12위권에 든 선수, 5개 대륙별 선수권대회 우승자, 2020년 FINA 다이빙 월드컵에서 18위권에 든 선수에게 출전권이 부여되었으며, 선수가 중복되어 남는 자리가 있다면 다이빙 월드컵 최종순위를 갱신하여 채워질 때까지 출전권을 배분했다.
싱크로나이즈 종목에서는 2019년 세계 선수권 대회에서 각 종목별 3위권에 든 팀, 2020년 월드컵에서 4위권에 든 팀, 그리고 개최국 일본 1팀에게 출전권이 돌아갔다.
참고로 예선 출전권은 국가 단위로 돌아가는 것으로, 선수 개개인이 예선 대회에서 출전자격을 얼마나 만족했는가와는 상관이 없다. 단 선수 한 명이 자국 국가대표로 나설 때에는 한 자리만 자격이 부여될 수도 있었다.

## 경기 일정
다음은 이번 대회의 경기 일정이다. 모든 시간은 일본 표준시 (UTC+9, 한국 시각과 동일) 기준이다.
| 예 | 예선 | 준 | 준결승전 | 결 | 결승전 |

| 날짜                            | 7월 25일 | 7월 25일 | 7월 26일 | 7월 26일 | 7월 27일 | 7월 27일 | 7월 28일 | 7월 28일 | 7월 29일 | 7월 29일 | 7월 30일 | 7월 30일 | 7월 31일 | 7월 31일 | 8월 1일 | 8월 1일 | 8월 2일 | 8월 2일 | 8월 3일 | 8월 3일 | 8월 4일 | 8월 4일 | 8월 5일 | 8월 5일 | 8월 6일 | 8월 6일 | 8월 7일 | 8월 7일 |
| 종목                            | 전       | 후       | 전       | 후       | 전       | 후       | 전       | 후       | 전       | 후       | 전       | 후       | 전       | 후       | 전      | 후      | 전      | 후      | 전      | 후      | 전      | 후      | 전      | 후      | 전      | 후      | 전      | 후      |
| ------------------------------- | -------- | -------- | -------- | -------- | -------- | -------- | -------- | -------- | -------- | -------- | -------- | -------- | -------- | -------- | ------- | ------- | ------- | ------- | ------- | ------- | ------- | ------- | ------- | ------- | ------- | ------- | ------- | ------- |
| 남자 3m 스프링보드              |          |          |          |          |          |          |          |          |          |          |          |          |          |          |         |         |         | 예      | 준      | 결      |         |         |         |         |         |         |         |         |
| 남자 10m 플랫폼                 |          |          |          |          |          |          |          |          |          |          |          |          |          |          |         |         |         |         |         |         |         |         |         |         |         | 예      | 준      | 결      |
| 남자 3m 스프링보드 싱크로나이즈 |          |          |          |          |          |          |          | 결       |          |          |          |          |          |          |         |         |         |         |         |         |         |         |         |         |         |         |         |         |
| 남자 10m 플랫폼 싱크로나이즈    |          |          |          | 결       |          |          |          |          |          |          |          |          |          |          |         |         |         |         |         |         |         |         |         |         |         |         |         |         |
| 여자 3m 스프링보드              |          |          |          |          |          |          |          |          |          |          |          | 예       |          | 준       |         | 결      |         |         |         |         |         |         |         |         |         |         |         |         |
| 여자 10m 플랫폼                 |          |          |          |          |          |          |          |          |          |          |          |          |          |          |         |         |         |         |         |         |         | 예      | 준      | 결      |         |         |         |         |
| 여자 3m 스프링보드 싱크로나이즈 |          | 결       |          |          |          |          |          |          |          |          |          |          |          |          |         |         |         |         |         |         |         |         |         |         |         |         |         |         |
| 여자 10m 플랫폼 싱크로나이즈    |          |          |          |          |          | 결       |          |          |          |          |          |          |          |          |         |         |         |         |         |         |         |         |         |         |         |         |         |         |

## 참가

### 참가국
다음은 이번 대회에 출전권을 획득한 국가와 참가선수 목록이다. 예선이 아직 끝나지 않은 점에 주의.
- 오스트레일리아 (7)
- 브라질 (4)
- 캐나다 (12)
- 칠레 (16)
- 콜롬비아 (3)
- 도미니카 공화국 (1)
- 이집트 (3)
- 프랑스 (4)
- 영국 (12)
- 독일 (7)
- 이탈리아 (6)
- 아일랜드 (1)
- 자메이카 (1)
- 일본 (14)
- 말레이시아 (5)
- 멕시코 (14)
- 네덜란드 (2)
- 뉴질랜드 (1)
- 푸에르토리코 (1)
- 러시아 올림픽 위원회 (11)
- 싱가포르 (2)
- 남아프리카 공화국 (2)
- 대한민국 (5)
- 스페인 (2)
- 스위스 (1)
- 스웨덴 (1)
- 우크라이나 (6)
- 미국 (11)
- 베네수엘라 (1)

## 메달리스트

### 메달리스트

#### 남자
| 종목                       | 금                                       | 은                                           | 동                                                                 |
| -------------------------- | ---------------------------------------- | -------------------------------------------- | ------------------------------------------------------------------ |
| 3m 스프링보드              | 셰쓰이 · 중화인민공화국                  | 왕쭝위안 · 중화인민공화국                    | 잭 로어 · 영국                                                     |
| 10m 플랫폼                 | 차오위안 · 중화인민공화국                | 양젠 · 중화인민공화국                        | 톰 데일리 · 영국                                                   |
| 3m 스프링보드 싱크로나이즈 | 중화인민공화국 (CHN) · 셰쓰이 · 왕쭝위안 | 미국 (USA) · 앤드루 카포비안코 · 마이클 힉슨 | 독일 (GER) · 파트리크 하우스딩 · 라르스 뤼디거                     |
| 10m 플랫폼 싱크로나이즈    | 영국 (GBR) · 톰 데일리 · 매티 리         | 중화인민공화국 (CHN) · 차오위안 · 천아이썬   | 러시아 올림픽 위원회 (ROC) · 알렉산드르 본다리 · 빅토르 미니바예프 |

#### 여자
| 종목                       | 금                                     | 은                                                   | 동                                                       |
| -------------------------- | -------------------------------------- | ---------------------------------------------------- | -------------------------------------------------------- |
| 3m 스프링보드              | 스팅마오 · 중화인민공화국              | 왕한 · 중화인민공화국                                | 크리스타 파머 · 미국                                     |
| 10m 플랫폼                 | 취안훙찬 · 중화인민공화국              | 천위시 · 중화인민공화국                              | 멀리사 우 · 오스트레일리아                               |
| 3m 스프링보드 싱크로나이즈 | 중화인민공화국 (CHN) · 스팅마오 · 왕한 | 캐나다 (CAN) · 제니퍼 에이블 · 멜리사 시트리니볼리외 | 독일 (GER) · 레나 헨첼 · 티나 푼첼                       |
| 10m 플랫폼 싱크로나이즈    | 중화인민공화국 (CHN) · 천위시 · 장자치 | 미국 (USA) · 딜레이니 슈넬 · 제시카 패러토           | 멕시코 (MEX) · 가브리엘라 아군데스 · 알레한드라 오로스코 |

## 같이 보기
- 2018년 아시안 게임 다이빙
- 2018년 하계 청소년 올림픽 다이빙
- 올림픽 다이빙